# Кинђа
Хумка "Кинђа" се налази у близини Кикинде, и са својим врхом који је на надморској висини од 83 m представља највишу тачку овог ванредно равног подручја. Иако вештачки, Кинђа представља највећи брежуљак североисточног Баната, те је Кикиндско планинарско удружење симболично по њему названо. Сам врх хумке издиже се само 5,3 m изнад околног простора, те га његова релативна висина не чини највишом тачком северног Баната, иако на лицу места тако изгледа (највиша тачка северног Баната је уз Тису код Новог Кнежевца, 92 метра н. м. в.)

## Опис и енигматика
Кинђа је највиша и најочуванија хумка северног Баната. До ње се долази широким атарским путем који је у току влажне сезоне непроходан, пошто води кроз низак алувијални терен некадашњег забареног подручја. Хумка Кинђа представља један од сачуванијих кургана у Србији, старих најмање 8 векова.
На локалитету нису вршена археолошка ископавања, те из тог разлога постоји само претпоставка да је курган сарматског порекла, а у народу влада мишљење да је можда гроб Атиле хунског.
У околини Кинђе и на истоименом потезу Кикиндског атара налази се и низ других узвишења које су на топографској карти обележене висинским котама. Неке од њих се такође могу идентификовати као хумке, што Кикинду ставља на листу насеља најбогатијих енеолитским археолошким наслеђем.
На основу стања и изгледа не може се искључити ни то да ова хумка у ствари потиче од кумана, који су у Банат стизали у 13. веку бежећи од Татара. Они су били задња позната култура и народ који су сахрањивали у кургане.
Околина Кинђе је некад била богата текућим водама, које су делом меандрирале и природно се еутрофисале (у давна времена) а делом вештачким каналима исушене (у новије време).
У близини хумке се налази и једно археолошки значајно налазиште, земљано утврђење "Градиште".

## Етимологија назива
Чест је случај да о некој чувеној хумци, познатој у народу назову тај читав крај – тако постоји и атар Кинђе тамо где се налази хумка, а северно приграђе Кикинде такође носи назив Кинђа. Постоји чак и мишљење да је сам град по хумки добио име, иако је сличност, мада постоји, мала: кинђа – Кикинђани.
Тачно значење имена није разјашњено. На зиду археолошког одељења Кикиндског музеја стоји натпис са објашњењем да се име “Кикинда” везује се за: оближњу хумку Кинђа (на првом месту), затим за турску реч за вечерњу молитву “икиндија“, за мађарски назив биљке “кекењ” (мађ. kökény), за термин латинског порекла “ hekeida”, за старословенски топоним “кик”, за презиме знамените породице Кенђелац, па чак и за глагол кинђурити се.
Због близине румунске границе могло би се мислити и на назив из румунског језика који је нашироко у употреби у Банату, али такве аналогије нама. Од осталих језичких аналогија у Босни се на пример може наћи израз "кинђе" у значењу мала беба, а у хрватском исти означава женске украсне стварчице, "кинђа стварчице": кинђа, кинч = неплеменити накит (бижутерија); кинђити = китити; кинђурити се = претерано се китити.
Значи, ово је "бисер" међу хумкама, који се "кинђури" својом висином и својим дивљем цвећем. Ипак, питање је зашто шири рејон око овог истакнутог узвишења носи баш његов локални назив, када је у непосредној околини у прошлости било и других хумки чији остаци се назиру по њивама. Ове безимене "сестре" Кинђе – пет или шест њих – не деле исту судбину, у врло су лошем стању. Одмах непосредно уз хумку, тачније 500 m западно од ње се у ораници види остатак једне ниже хумке која је тешком механизацијом узорана. Исто тако, на 2,3 km према истоку се назире нешто што би могла да буде хумка, али и напуштена бушотина нафте којих овде има доста – при бушењу се нагомила извучена земља.
На подручју делује пољопривредно газдинство које иронично такође носи име хумке – “Кинђа-Аграр” (касније “Almex Кинђа”) – иако је делом одговорно за уништење осталих, што се види и на једној од промотивних фотографија фирме, где пољопривредна машина оре, а заливни систем прелази преко једне од тешко оштећених хумки.

## Стање и природне вредности
У случају ове хумке је богата покривеност вегетацијом утицала на то да се тек незнатно изгуби њен првобитни, оригинални облик.
Заједно са хумком векове је преживела и аутохтона вегетација која је на другим местима због интензивног аграра потиснута, те је Кинђа и својеврстан генетски резерват степске, пашњачке флоре.
Тло неког узнемираваног станишта (орање, хемизација, бацање смеђа, превише гажења) пада под утицај нитрификације, процес током којег се нагомилава суви азот који неке коровске врсте уграђују у свој организам, извлачећи га из тла и тиме чистећи околину, међутим у току процеса нестају друге осетљивије врсте и флора се у сваком случају осиромашује. Из погледа анализе еколошког стања неког станишта – на пример површине хумки – прејако присуство нитрофилних биљака је знак скорашње насилне интервенције од стране човека, у виду наведених утицаја, пре свега копања и орања.
У случају хумке "Кинђа" трактори још нису нарушили подножје кургана те нема великог надирања коровске вегетације са ораница, док се више на успону може видети установљена правегетација која успорава надирање инвазивних врста. Карактеристична трава лесних обода чешљаста пиревина (Agropyron cristatum) јавља се у мањим бусенима при врху. Од дивљег биља лепотом се нарочито истиче ковиље (Stipa sp.) чије власи током лета таласају као свилена коса. Ова биљка је готово изумрла и нема је на другим местима у Банату.
Код прилаза хумки одмах се уочава декоративна трава пиревина (Elytrigia repens) а већу површину покрива и лековита биљка бели тетрљан (Marrubium peregrinum) који је некада коришћен у лечењу плућних болести и кашља.
Вегетација осталих хумки у околини већ је уништена орањем, тако да без обзира на лоше стање, можемо бити задовољни да је бар ова једна преостала. Типично је за нашу цивилизацију да хумке које су преживеле и по неколико векова и биле поштоване од свих ранијих генерација нестају уништене од само једне, ове наше.
Хумка Кинђа не ужива заштиту државе и нема статус споменика културе, али је уписана у општински Просторни план усвојен 2013. године, као археолошки важан локалитет. До данашњих дана сачувана је само добрим приступом мештана, који га сматрају својеврсним симболом Кикинде.
У пролеће 2017. године, страна хумке је оштећена механизацијом у илегалној намери да гроб – уколико га је било – буде опљачкан, али се не зна да ли су ловци на благо заиста пронашли оно што су мислили да нађу.

## Галерија
| - Један од путева који не води до Кинђе (испречује се на накал) - Курган гледан са севера - Хумка се види са археолошког локалитета "Градиште" - Са хумке се види на велику даљину, виде се и делови Кикинде - Поглед на хумку са запада - За сада очувани биљни покривач - Површина и нагиб кургана - Остаци пашњачке вегетације на хумки - Још један пут који не води до Кинђе, али са великом шансом да се упадне у блатњави "вок" - Декоративне власи ковиље (Stipa sp.) |

## Белешке
1. ↑  Овакве фирме не маре за археолошко наслеђе, битан им је само што бржи профит.